# Batad
Ne pas confondre avec le district de la municipalité de Banaue, dans la province d'Ifugao.
Batad est une municipalité de la province d'Iloilo, aux Philippines.